# Gépészmérnök

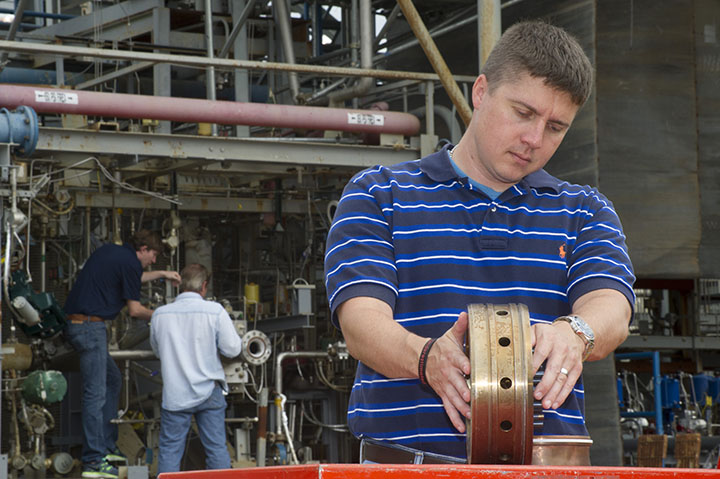
Prototípust vizsgáló gépészmérnök

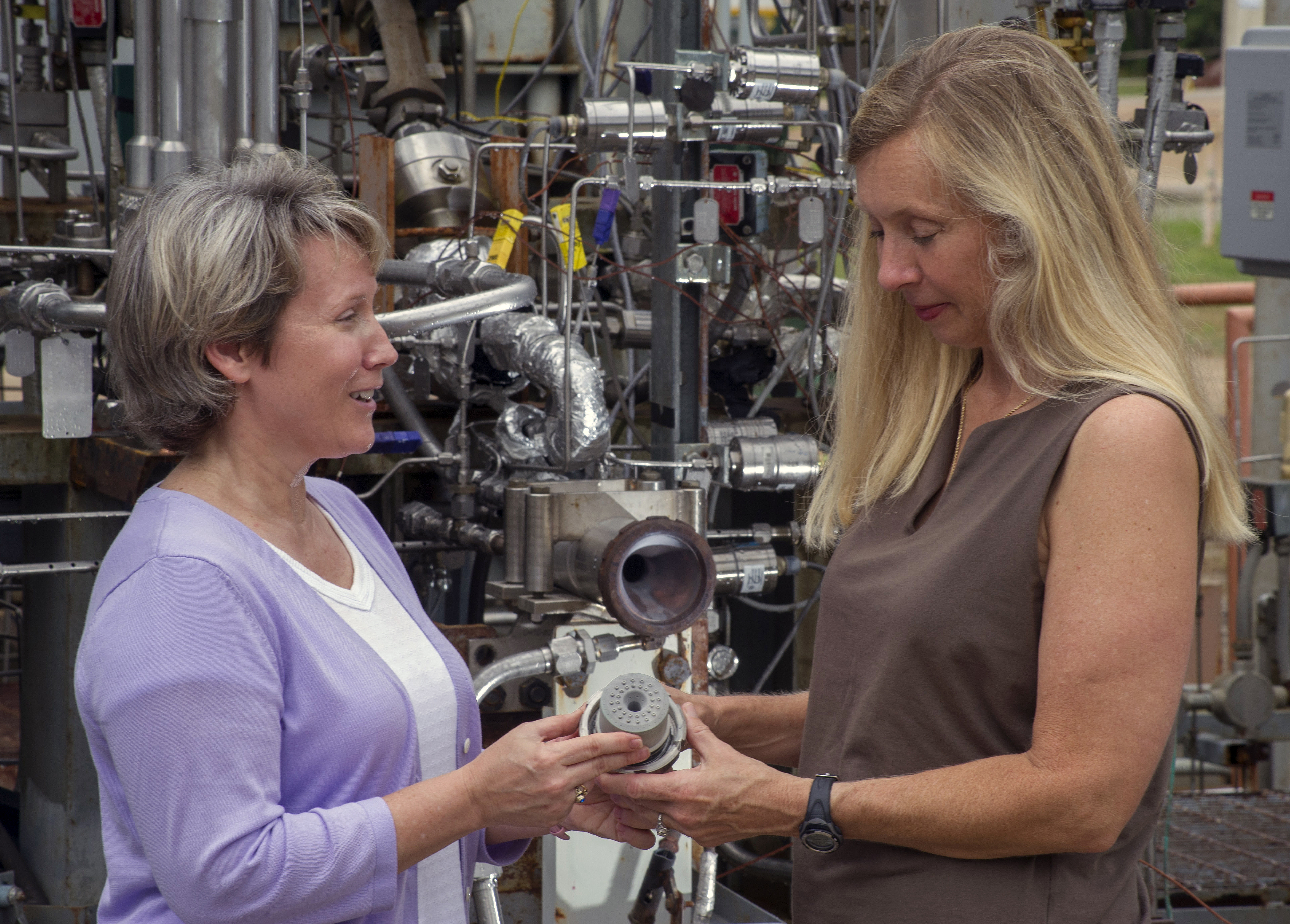
A gépészmérnökök megvizsgálnak egy alkatrészt

A gépészmérnök egy foglalkozás, amelyet önállóan vagy más felügyeleti irányítással végeznek. A gépészmérnök gépeket, berendezéseket, mechanikai szerkezeteket, technológiai eljárásokat, gyártási rendszereket tervez és fejleszt ki, szervezi a gyártási, előállítási, üzemeltetési karbantartási és javítási folyamatokat. Magyarországon a FEOR szabályozza.
Kapcsolódó, ám a FEOR kategóriái szerint máshová sorolt foglalkozások: gépésztechnikus, villamosmérnök (energetikai mérnök és elektronikai mérnök).
A gépészmérnök rendkívül sokrétű munkája során technológiai szaktudását használva végez aprólékos és nagy pontosságot igénylő feladatokat, éppen ezért több iparágban is igényt tartanak a szakértelmére. Tevékenysége ugyanis bármilyen gyártási folyamat alapját képezheti – dönt a gyártást végző gépek, berendezések jellemzőiről, és kialakítja azokat –, valamint ő felügyeli a szerelési és karbantartási munkákat is. Ezek lehetnek anyagmozgató, vegyipari, mezőgazdasági, közlekedési, gyártási, termelő gépek, géprendszerek, épületgépészeti, vagy elektromos berendezések. A termálvizek hasznosításától kezdve, egy távfűtési rendszer kialakításán, egy repülőtér épület-automatizálásán át, szennyvíziszap- és veszélyeshulladék-égetőig minden területen találhatóak olyan munkahelyek, ahol a gépészmérnököt alkalmazzák.

## A foglalkozás kialakulásának története
A gépész szakma a történelem folyamán a gépek létrejöttét követően alakult ki. Az első gépészek a gőzgépek kezelői, a mozdonyvezetők, majd később a benzinnel hajtott  autót maguk szerelő „úri” autóvezetők és autószerelők voltak. Később egyre többféle és többcélú gép és berendezés jött létre, amelyek mindegyikéhez szükség volt hozzáértő szakemberekre.

## A gépészmérnök tevékenysége
A gépészmérnök munkája elsősorban tervezési, valamint üzemszervezési feladatokból áll. A tervezés az adott vállalat által gyártott termékek gyártásának megtervezését jelenti: meghatározza, kialakítja a szükséges terméket előállító gépet, berendezést, majd lemodellezi, hogy azt az adott gép vagy berendezés milyen sikerességgel, hatékonysággal végzi el. Az üzemszervezés keretében döntéseket hoz az adott termék gyártásának erőforrásairól: milyen gépekkel, hány fővel, milyen anyagok felhasználásával induljon meg a gyártás. Egy-egy felmerülő probléma esetén, ő dönt a karbantartási és javítási folyamatokról is.
A fentiek keretében tervezési feladatokat lát el, folyamat-optimalizálási döntéseket hoz, gyártási, telepítési, üzembe helyezési folyamatot hajt végre, karbantartási, üzemeltetési folyamatokat irányít, minőség-ellenőrzési és -biztosítási, valamint mérési feladatokat lát el, és mindezekről dokumentációt készít.
A gépészmérnök munkája szellemi tevékenység, mely könnyű fizikai igénybevétellel is jár. Tevékenységét többnyire ülve, rajzasztal, illetve számítógép mellett végzi, valamint az üzem területén mozog. A munka során pszichikai nehézséget jelenthet a precíz, de sok esetben monoton munkavégzés, a gyors munkatempó követésével járó stressz és a munkatársakkal való együttműködés, illetve azok irányítása.

### A gépészmérnök feladatai
Feladatait a FEOR 2118 szerint:

„
a) tervezési feladatok, technológiai folyamatok és a szerelési munkák modellezése, kialakítása, szervezése, tervezése, adott szempontok szerinti optimalizálása és irányítása;
b) a rendelkezésre álló gépek, berendezések optimális elrendezésének és rendszerbe illesztésének meghatározása;
c) a kivitelezési munkák szervezése, a telepítési, beüzemelési, működtetési és karbantartási előírások elkészítése;
d) a tervezési és technológiai folyamatokra vonatkozó minőségirányítási tevékenységek szakszerű kivitelezése;
e) együttműködés más szakterületeken dolgozó mérnökökkel;
f) tanácsadás többek között szövegszerkesztők, számítógépek, precíziós műszerek, kamerák és projektorok nem elektromos alkatrészeivel kapcsolatban, és ezek tervezése;
g) ellenőrző szabványok és eljárás kidolgozása a gépek, szerszámok, motorok, ipari berendezések vagy rendszerek hatékony és biztonságos működésének biztosítása érdekében;
h) gondoskodás arról, hogy a berendezések, azok kezelése és karbantartása megfeleljen a tervezési előírásoknak és a biztonsági szabványoknak.
”

## Képzés
A gépészmérnöki alapképzés (BSc), amely 7 féléves, manapság a felsőfokú tanintézmények feladata. A tanulmányok megkezdéséhez legalább érettségi bizonyítvány szükséges. A képzéshez legalább hat hét időtartamú, szakmai gyakorlóhelyen szervezett gyakorlat társul. A képzés célja gépek és gépészeti berendezések üzemeltetésére és fenntartására, a gépipari technológiák bevezetésére, illetőleg alkalmazására, a munka szervezésére és irányítására, a műszaki fejlesztés, kutatás és tervezés átlagos bonyolultságú feladatainak ellátására alkalmas szakemberek képzése.
Gépészmérnöki mesterszakon (MSc) több specializáció választható, például az anyagtudományi, a mechanikai, a gyártástechnológiai, a tervezési, a gyártásirányítási, a műszertechnikai, az áramlás- és hőtechnikai eljárások és folyamatok irányában.
Néhány ismert felsőfokú oktatási intézmény, ahol gépészmérnököket képeznek:
- Budapesti Műszaki és Gazdaságtudományi Egyetem[7]
- Debreceni Egyetem[8]
- Óbudai Egyetem[9]
- Szent István Egyetem[10]
- Dunaújvárosi Egyetem[11]
- Pannon Egyetem
- Pécsi Tudományegyetem
- Széchenyi István Egyetem
- Neumann János Egyetem
- Miskolci Egyetem
- ELTE Informatikai Kar Savaria Műszaki Intézet